# 大村咲子
大村 咲子（おおむら さきこ、1984年10月16日 - ）は、日本のフリーアナウンサー、長崎県長崎市出身の元テレビ長崎契約アナウンサー、元ローカルタレント。「ミス日本」の第39回（2007年度）『準ミス日本』受賞。

## 人物・来歴
長崎県立長崎南高等学校、福岡大学卒業。アナウンサーとなる以前はローカルタレント・モデルの活動をしていた。2006年～2007年度大村競艇クイーン、2007年度ミス日本準グランプリ。
2009年からテレビ長崎契約社員アナウンサー（KTNソサエティからの派遣）として入社し、バラエティーなどを担当する「Gopan班」に配属される。その後5年間担当したのち、「Gopan」の放送終了とともに2014年4月1日付の異動で「ニュース班」（報道部）へ異動。アナウンサーのほか、記者・ニュースデスク業務に携わる。2022年6月27日をもって退社し、フリーアナウンサーとなったが、引き続き長崎を拠点に活動し、テレビ長崎の番組にも継続して出演している。

## 出演

### 現在
- KTNニュース（ローカル定時ニュース）
- KTN Live News イット! - 週末キャスター
- パワスポ!N - リポーター・取材ディレクター[7]
- マルっと!

### 過去
- ももち浜ストア（テレビ西日本　レポーター）　ローカルタレント時代の出演
- できたてGopan→スーパーGopan→Gopan（テレビ長崎・2009年3月30日～2014年3月21日、リポーター・キャスター）
- めざましテレビ公認 わがまま!気まま!旅気分「光と海に包まれる街」（BSフジ・2010年12月11日）
- カスペ!「日本全国アナウンサー歌うま№1決定戦スペシャル」（フジテレビ　2012年7月10日　テレビ長崎アナウンサー代表として）
- FNSソフト工場「世界でルノカ!?」（2013年8月）[8]
- 城島健司と金谷多一郎のモア☆ゴル（2013年4月 - 2018年3月24日）[9][10]
- KTNニュース最終版